# رودبر (قزوین)
رودبر (قزوین)، روستایی از توابع بخش طارم سفلی شهرستان قزوین در استان قزوین ایران است.

## جمعیت
این روستا در دهستان کوهگیر قرار دارد و براساس سرشماری مرکز آمار ایران در سال ۱۳۸۵، جمعیت آن ۳۸ نفر (۹خانوار) بوده‌است.